# ژان چارلز سیریلی
ژان چارلز سیریلی (انگلیسی: Jean-Charles Cirilli؛ زادهٔ ۱۰ سپتامبر ۱۹۸۲) بازیکن فوتبال اهل فرانسه است.
از باشگاه‌هایی که در آن بازی کرده‌است می‌توان به باشگاه فوتبال کن، باشگاه ورزشی آمیان، باشگاه فوتبال سن-اتین، باشگاه فوتبال نیم المپیک، و باشگاه فوتبال نیس اشاره کرد.